# 新城桥街道
新城桥街道，是中华人民共和国江苏省南通市崇川区下辖的一个乡镇级行政单位。

## 行政区划
新城桥街道下辖以下地区：
朝晖社区、城南新村社区、启秀社区、文峰社区、濠景园社区、易家桥社区和八厂社区。